# Нітропласт
Нітропласт — це органела в клітинах деяких видів водоростей, зокрема в Braarudosphaera bigelowii. Вона відіграє вирішальну роль у фіксації азоту, процесі, який раніше вважався притаманним виключно бактеріям та архея.

## Відкриття
У 1998 році Джонатан Зер, океанолог з Університету Каліфорнії в Санта-Крус, знайшов невідому послідовність ДНК, яка, здавалося, належала невідомій азотфіксуючій ціанобактерії в Тихому океані, яку назвали UCYN-A (одноклітинні ціанобактерії групи А). У той же час Кіоко Хагіно, палеонтологиня з Університету Кочі, працювала над культивуванням організму-господаря Braarudosphaera bigelowii.
Дослідники вперше запропонували існування нітропластів, вивчаючи взаємодію між морськими водоростями Braarudosphaera bigelowii та UCYN-A у 2012 році. Спочатку була гіпотеза, що UCYN-A здійснює фіксації азоту, даючи водоростям такі сполуки, як аміак. Подальші дослідження під керівництвом Джонатана Зера показали, що UCYN-A слід розглядати як органели у водоростях, а не як окремі організми.

## Будова та функції
Нітропласти демонструють типові характеристики органел, що відповідають двом ключовим критеріям: вони успадковуються шляхом поділу клітини та залежать від білків, що надаються клітиною-хазяїном. Дослідники, аналізуючи зображення, виявили, що нітропласти діляться разом із клітиною-господарем, забезпечуючи їх перехід до дочірніх клітин. 

## Наслідки
Відкриття нітропластів ставить під сумнів попередні уявлення про ексклюзивність фіксації азоту прокаріотичними організмами. Розуміння структури та функції нітропластів відкриває можливості для генної інженерії рослин. Дослідники прагнуть розробити культури, включаючи гени, відповідальні за функцію нітропластів, здатні фіксувати власний азот, потенційно зменшити потребу в азотних добривах та пом'якшити шкоду довкіллю.